# Șiling austriac
Șilingul austriac (în germană Österreichischer Schilling) a fost unitatea monetară oficială a Austriei, din 1925 până în 2002, dată la care a fost înlocuită cu moneda unică europeană, Euro. Șilingul era împărțit în 100 de groschen / groși.

## Rata de conversie
1 EUR = 13,7603 ATS 

## Istoria șilingului austriac

### Republica Austria (1920 – 1938)
După destrămarea Imperiului Austro-Ungar, la sfârșitul Primului Război Mondial, Austria devine republică, în noiembrie 1920.
Hiperinflația care a urmat Primului Război Mondial a antrenat o depreciere importantă a monedei imperiale, Coroana austro-ungară. În 1922, această monedă nu mai valora decât 1:15.000 din valoarea pe care o avea înainte de război.
Etapa inițială a programului de reconstrucție monetară a fost fondarea, la 2 ianuarie 1923, a Oesterreichische Nationalbank  (în română, Banca Națională Austriacă), prin legea din 14 noiembrie 1922. Aceasta înlocuia Banca Austro-Ungară, care era în lichidare. Primul obiectiv al acestei noi bănci a fost garantarea stabilității monedei.

#### Primul șiling
Crearea unei noi unități monetare devenea o necessitate. În decembrie 1923, Consiliul Național al Austriei a autorizat guvernul să emită monede de argint de 5.000, 10.000 și 20.000 coroane cu mențiunea  jumătate de Schilling, Schilling și dublu-Schilling. Un an mai târziu, o reformă monetară a oficializat nașterea șilingului ca nouă monedă (legea din 20 decembrie 1924 -  Schillingrechnungsgesetz), cu o rată de schimb de 10.000 coroane pentru 1 Schilling / Șiling.
Prima bancnotă emisă, în 1925, avea valoarea nominală de 100 de șilingi. Alte valori vor urma. În 1925, au fost bătute monede din aur de 100 și de 25 de șilingi, iar în 1928, o serie de monede comemorative din argint de 2 șilingi au fost emise cu ocazia centenarului morții lui Franz Schubert.
Mulțumită politicii monetare riguroase puse în aplicare, șilingul austriac devine una din monedele europene cele mai stabile în timpul Marii depresiuni economice din 1929, încât era supradenumit Alpendollar. În ciuda unei devalorizări de 28% a șilingului, Austria a continuat să-și mențină politica monetară și fiscală în anii care au urmat.
Noi monede au fost bătute în 1934: monede de argint de 5 șilingi, monede de nichel de 1 șiling și de o jumătate de șiling (50 Groschen). Toate aceste monede purtau cu noul blazon al statului austriac, o acvilă cu două capete. Moneda de 50 de Groschen a fost redesenată, în 1935, pentru evitarea oricărei confuzii cu moneda de 1 Schilling.

### Anexarea de către Germania  (1938 – 1945)
Austria a fost anexată (Anschluss) de căre Germania nazistă în 1938, după invazia din 12 martie 1938. Câteva zile mai târziu, Reichsmarkul german a fost declarat ca unica monedă oficială. La 23 aprilie, Oesterreichische Nationalbank nu a mai avut dreptul să emită bancnote, iar la 25 aprilie, bancnotele în Schilling își pierdeau cursul legal. Șilingii au fost schimbați cu o rată de 1,5 Schilling pentru 1 Reichsmark.
Anexarea Austriei permitea astfel Germaniei să pună mâna pe rezervele de aur și pe rezervele monetare ale Oesterreichische Nationalbank.

### Ocupația aliată și a doua Republică Austria (1945 -)
La sfârșitul celui de-Al Doilea Război Mondial, trupele aliate au ocupat Austria. În Austria circulau două tipuri de monede, Reichsmark și Șilingul forțelor aliate. Volumul lichidităților era foarte important!

#### Al doilea șiling
La 3 iulie 1945, situația Oesterreichische Nationalbank era restabilită, iar 5 luni mai târziu, o lege (Schillingsvertrag) impunea schimbul Reichsmark și a Șilingilor forțelor aliate în Șilingi austrieci, la o paritate de 1 : 1. Șilingul redevenea moneda unică și legală în Austria.
Politica monetară susținută și stabilizarea monedei austriece au permis fixarea unei rate de schimb de 26 Schilling pentru un Dolar american, în 1953.
În mai 1955, miniștrii afacerilor externe și ambasadorii Uniunii Sovietice, ai Regatului Unit, ai Statelor Unite ale Americii, precum și ministrul austriac al afacerilor externe, Leopold Figl, au semnat Tratatul de Stat al Austriei (în germană Staatsvertrag), tratat care punea capăt, în mod pașnic, ocupației Austriei.
După falimentul sistemului Bretton Woods și suspendarea convertibilității dolarului american în aur (15 august 1971), banca centrală austriacă a adoptat o politică monetară riguroasă a cărei primă etapă a fost fixarea valorii șilingului în coșul monetar și apoi (începând din 1976) la valoarea mărcii vest-germane (Deutsche Mark).

##### Cupiuri
- 20 Schilling  (V. Form) – Moritz M. Daffinger[1]
- 50 Schilling  (IV. Form) – Sigmund Freud
- 100 Schilling  (VI. Form) – Eugen Böhm von Bawerk
- 500 Schilling  (IV. Form) – Rosa Mayreder[2]
- 1.000 Schilling  (V. Form) – Karl Landsteiner
- 5.000 Schilling (I. Form) – Wolfgang Amadeus Mozart

## Trecerea la moneda unică europeană, euro
Șilingul a fost definitiv înlocuit cu Euro, de la 1 ianuarie 2002. Vechile bancnote emise în șilingi austrieci pot fi schimbate în euro, fără limită de timp.

## Galerie de imagini

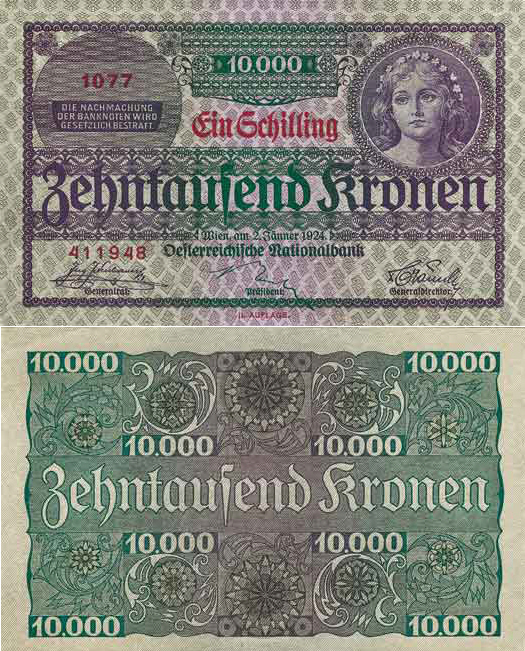
Bancnotă cu valoarea nominală de 1 șiling austriac (avers și revers), emisă în 1924; supratipar pe o bancnotă cu valoarea nominală de 10.000 de coroane = 1 Schilling / Șiling; Primul șiling